# Skiesvärri
Skiesvärri är en kulle i Finland.   Den ligger i den ekonomiska regionen Norra Lappland och landskapet Lappland, i den norra delen av landet, 1 000 km norr om huvudstaden Helsingfors. Toppen på Skiesvärri är 260 meter över havet.
Terrängen runt Skiesvärri är huvudsakligen platt.  Trakten runt Skiesvärri är nära nog obefolkad, med mindre än två invånare per kvadratkilometer. Omgivningarna runt Skiesvärri är i huvudsak ett öppet busklandskap.